# Stazione di Turi
La stazione di Turi è una stazione ferroviaria al servizio del comune di Turi, nella città metropolitana di Bari. È situata nella parte sud del paese.
È posta sulla ferrovia Mungivacca-Putignano ed è gestita dalle Ferrovie del Sud Est.
Negli ultimi anni il gestore dell'infrastruttura ha costruito una nuova sede dei locali della stazione accanto all'edificio storico.
La stazione è servita da due binari oltre a uno per carico/scarico merci.
Nel corso del 2023 la stazione è stata ammodernata con la sistemazione dei marciapiedi e il rinnovo della segnaletica di stazione conformata a quella utilizzata da Rete Ferroviaria Italiana, oltre a piccole modifiche nella stazione stessa.

## Servizi
La stazione dispone di:
- Biglietteria a sportello e automatica
- Servizi igienici
- Area per l'attesa
- Accessibilità per portatori di handicap
- Parcheggio di scambio
- Fermata autolinee extraurbane

## Movimento
La stazione è servita dai treni regionali svolti dalle Ferrovie del Sud Est nella relazione Bari - Putignano via la linea 1 bis.

## Galleria d'immagini

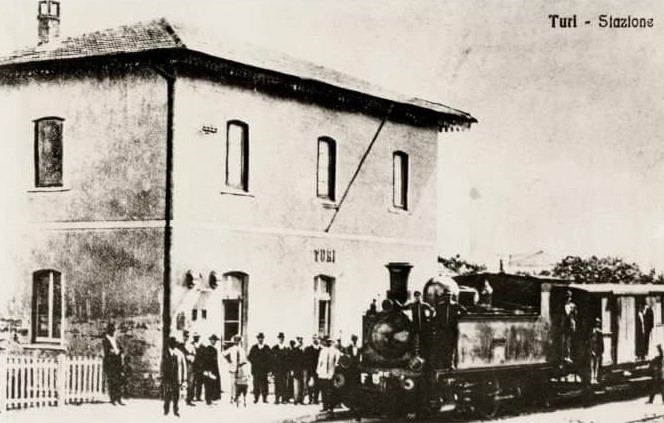
1911: la stazione di Turi all'arrivo del primo treno
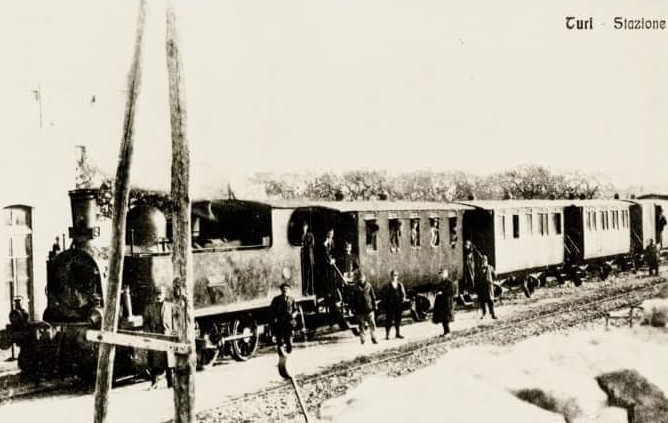
Arrivo del primo treno in stazione
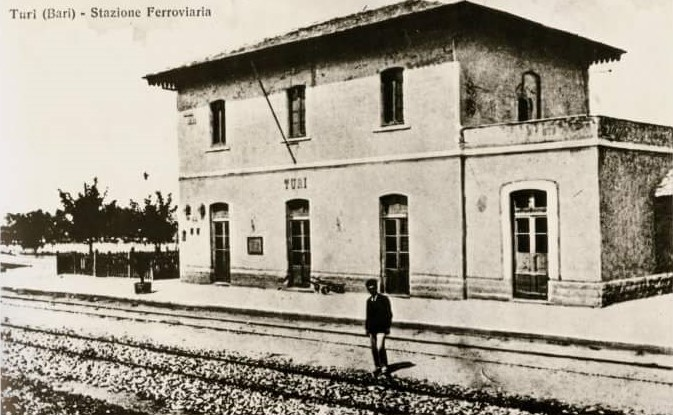
Stazione ferroviaria nei primi decenni del 1900
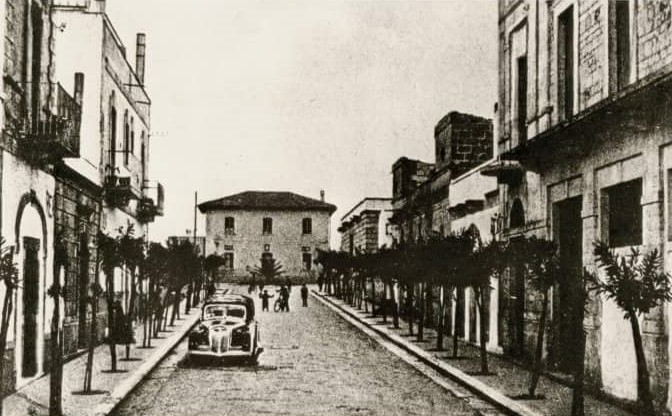
Via stazione nei primi decenni del 1900